# Taula hash

Fig.1 Exemple de taula hash: agenda de telèfons

En ciències de la computació una Taula hash és una estructura de dades que implementa un tipus abstracte de dades que és un array associatiu, una estructura que associa claus amb valors. Una taula hash empra una funció hash per a calcular un índex que apunta a una llista o taula, i amb el qual es pot obtenir el valor buscat.
Idealment la funció hash assigna cada clau a un únic índex, però la majoria de taules hash empren una funció hash imperfecta, que pot causar col·lisions quan la funció genera el mateix índex per a més d'una clau. És una situació que cal gestionar específicament.

## Funcionament
Les operacions bàsiques implementades a les taules hash són :

### Inserció
Per a inserir un valor a la taula s'ha de calcular l'índex mitjançant la clau i la funció hash. El valor s'emmagatzema a la posició de la taula que indica l'índex. Si en aquesta posició ja hi ha una dada, s'ha produït una col·lisió. Aquest problema es pot solucionar associant una llista a cada posició de la taula.

### Recerca
Es calcula l'índex amb la clau i la funció hash, llavors amb aquest índex s'obté la dada de la taula.

## Resolució de col·lisions

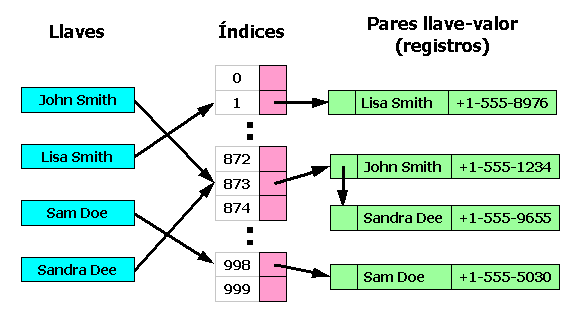
Fig.2 Exemple de col·lisió de les funcions hash: hi ha dues claus amb un mateix índex 873. En aquest cas se soluciona amb Hashing obert.

Si la funció hash genera un mateix índex per a dues claus diferents, els registres corresponents no es poden emmagatzemar a la mateixa posició. En aquests casos cal trobar una altra ubicació on desar el nou registre.
Tècniques més populars de resolució de col·lisions :

### Hashing obert
En cas de col·lisió s'omple una llista de valors en conflicte (vegeu Fig.2)

### Hashing tancat

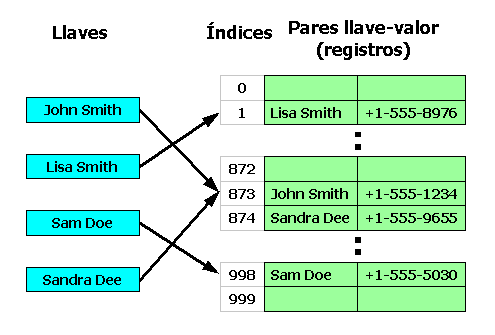
Fig.3 Exemple de col·lisió de les funcions hash: hi ha dues claus amb un mateix índex 873. En aquest cas se soluciona amb Hashing tancat.

En cas de col·lisió s'omple una posició de la taula que estigui buida (vegeu Fig.3)